# Bogdănești (Bacău)
Bogdăneşti é uma comuna romena localizada no distrito de Bacău, na região de Moldávia. A comuna possui uma área de 320.04 km² e sua população era de 2757 habitantes segundo o censo de 2007.